# Comino
Comino (malt. Kemmuna) – trzecia co do wielkości i najmniejsza zamieszkana wyspa archipelagu Wysp Maltańskich, położona pomiędzy Maltą a Gozo.
Na wyspie znajduje się jedna z głównych atrakcji turystycznych Malty – Blue Lagoon (Błękitna Laguna). Z powodu prądów morskich woda w okolicach wyspy Comino jest trochę chłodniejsza niż na plażach Malty. Na wyspę najłatwiej można się dostać z portów w miastach Ċirkewwa (Malta) i Mġarr (Gozo). Istnieje możliwość skorzystania również z promów turystycznych dostępnych w większości miejsc turystycznych.
Na wyspie istnieje wyznaczone miejsce do lądowania śmigłowców – heliport (współrzędne geograficzne: 36°00′36,1″N 14°20′50,5″E/36,010028 14,347361).
Dzięki wrakom będących obiektami podwodnej turystyki jest popularna wśród nurków.
- Powierzchnia wyspy – 3,5 km²[1]
- Liczba mieszkańców – na stałe wyspę zamieszkuje 1 rodzina (2 osoby)[2]. Na wyspie znajduje się 4-gwiazdkowy hotel „Comino” przy San Niklaw Bay.

Zatoki
- San Niklaw Bay
- Santa Marija Bay
- Ghar Ghana

Zabytki i inne obiekty
- Wieża Świętej Marii (Santa Marija Tower)
- Bateria Świętej Marii
- Comino Chapel z XVII wieku

Inne
- Podwodny wrak łodzi patrolowej P31

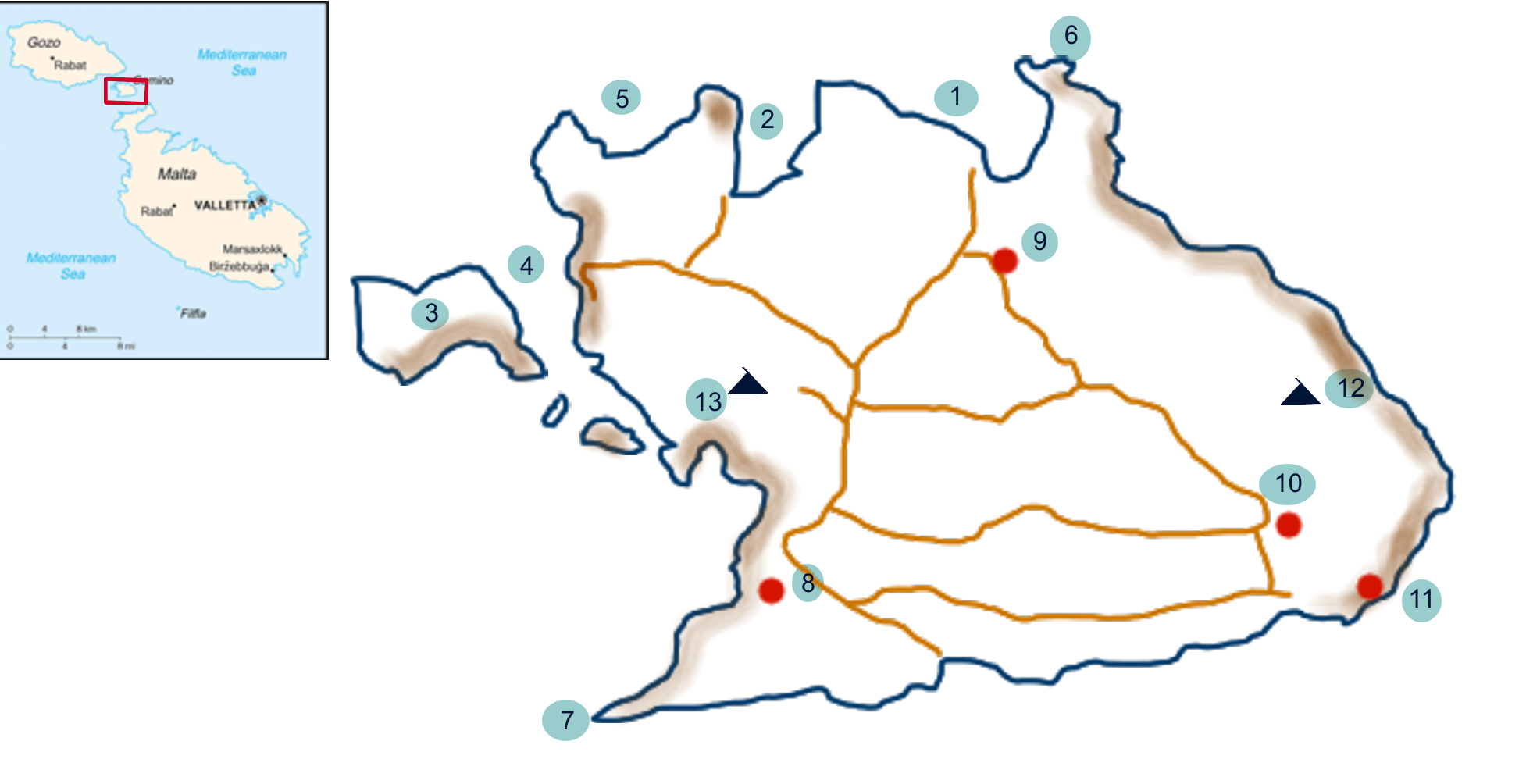
Mapa Comino. Zaznaczone obiekty:
1) Zatoka San Niklaw Bay
2) Zatoka Santa Marija Bay
3) Wysepka Cominotto
4) Błękitna Laguna
5) Ghar Ghana
7) Lantern Point
8) Wieża Świętej Marii
9) Comino Chapel
10) Farma świń Comino Pig Farm
11) Bateria Świętej Marii

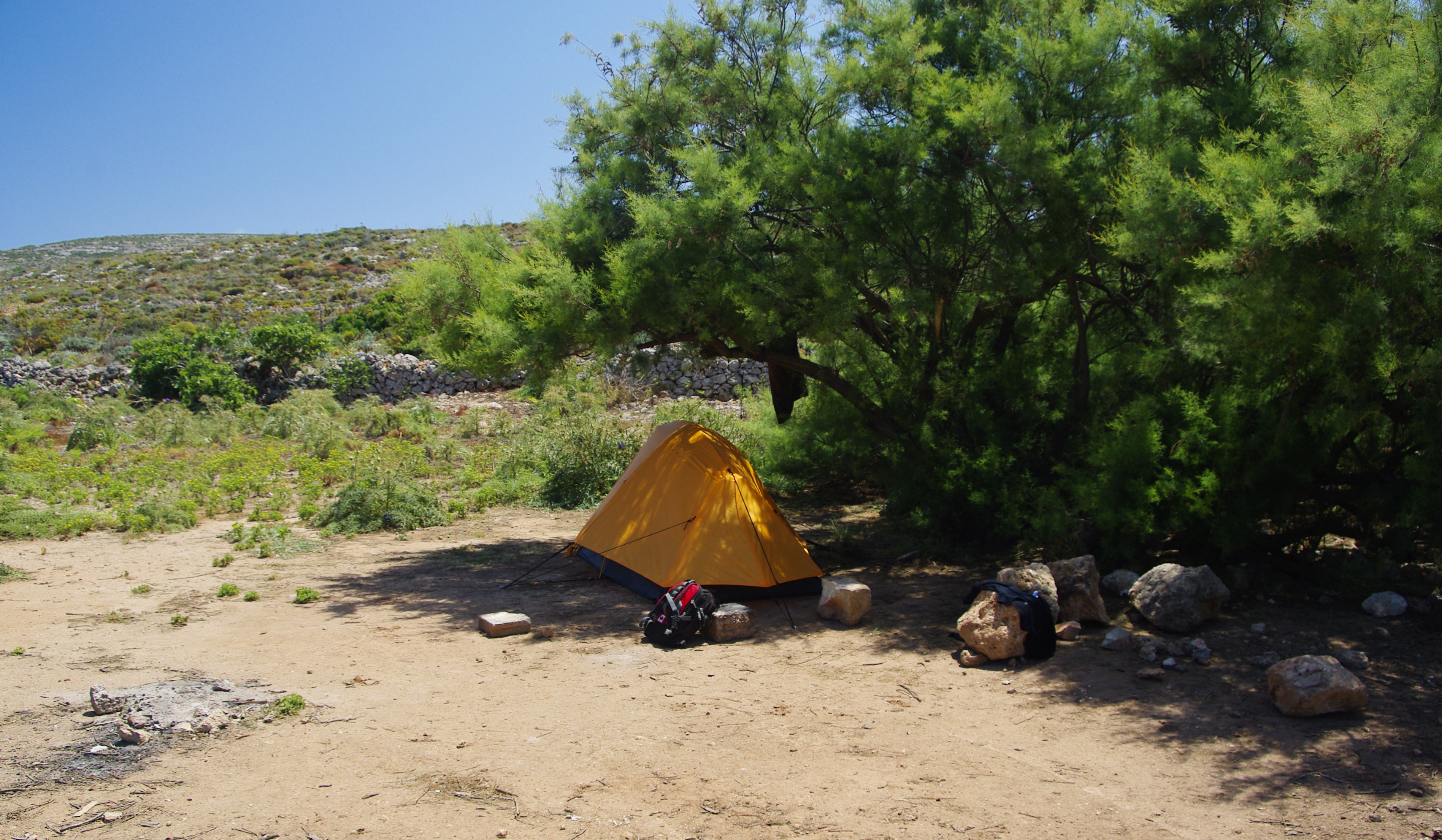
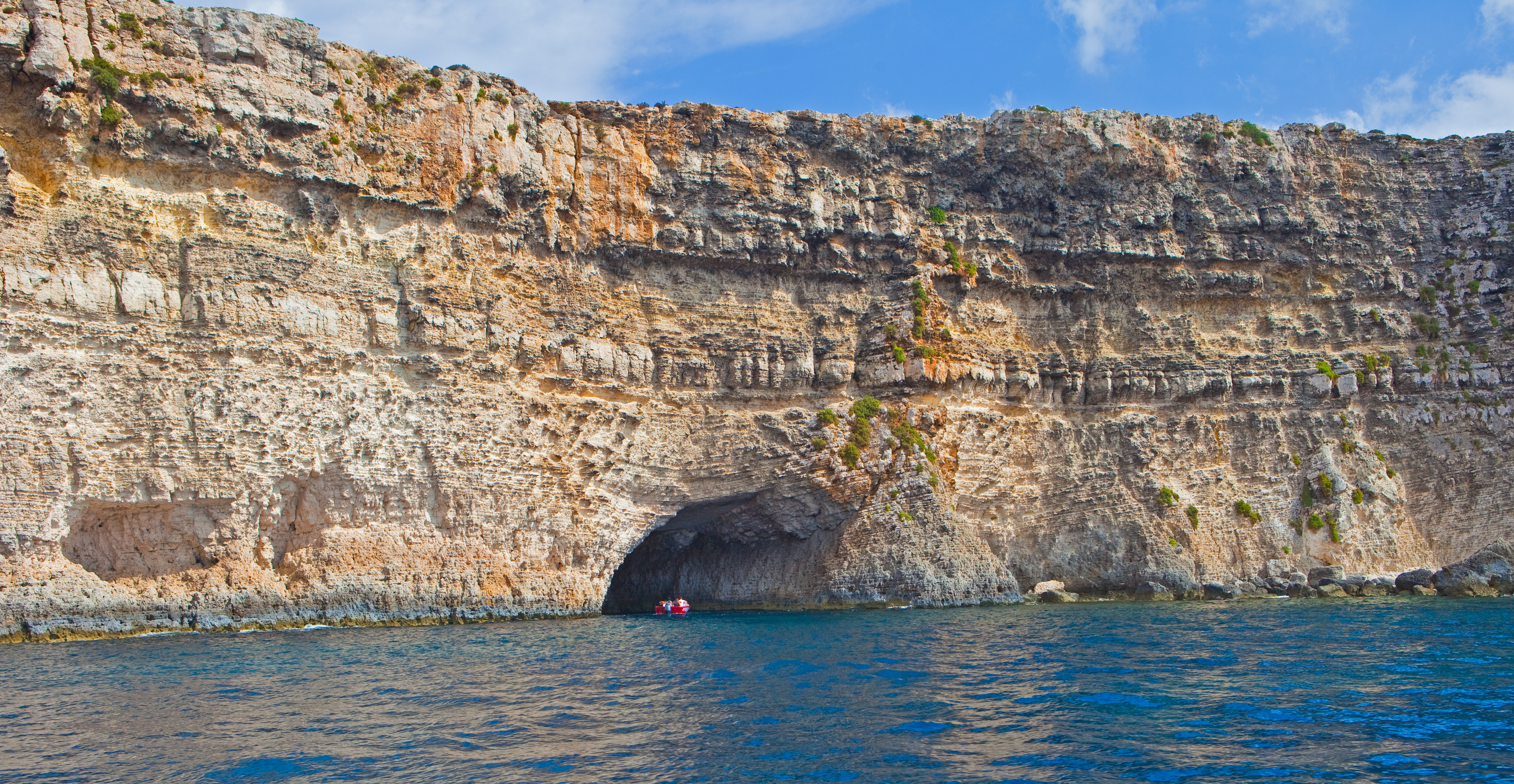
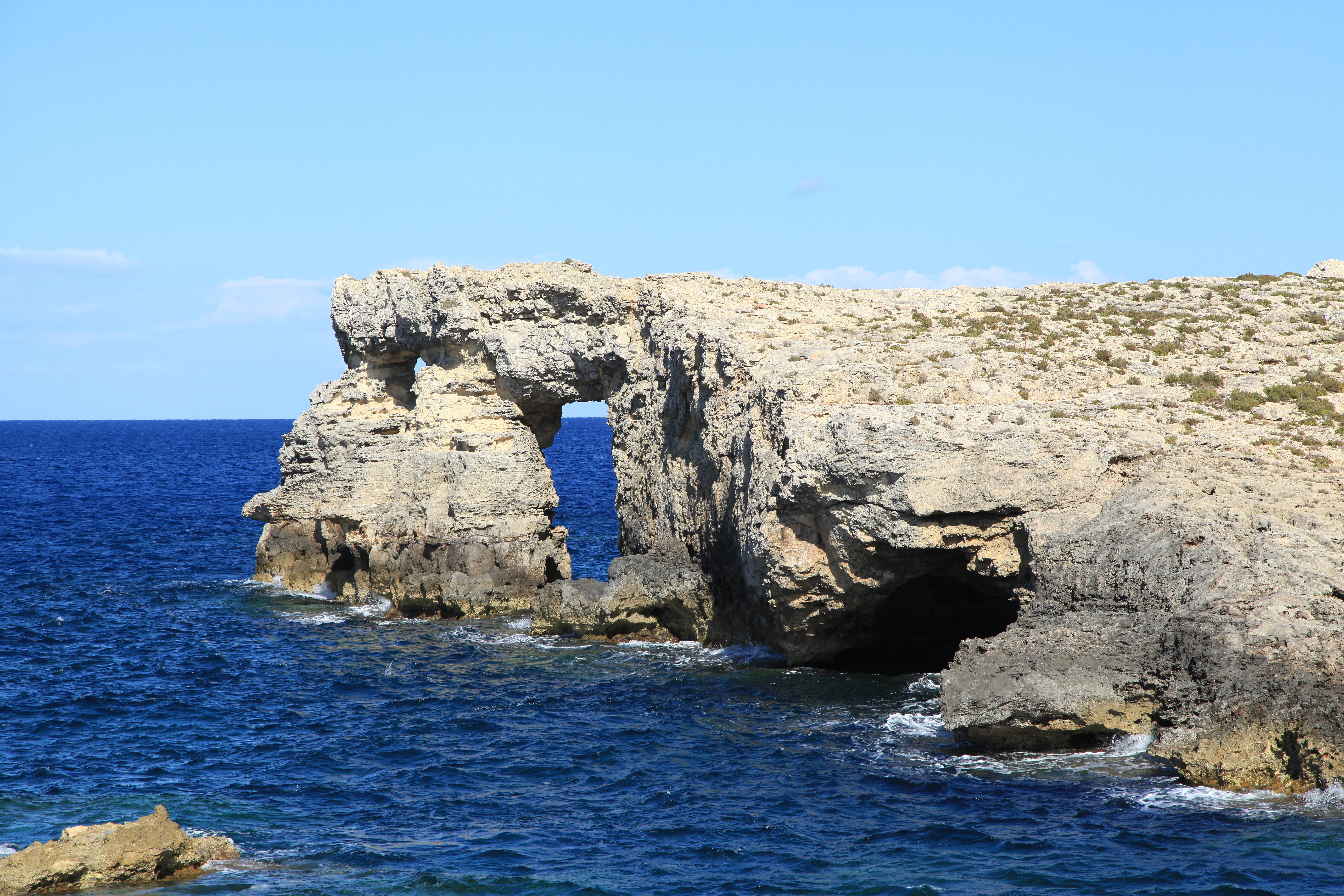
Łuk skalny
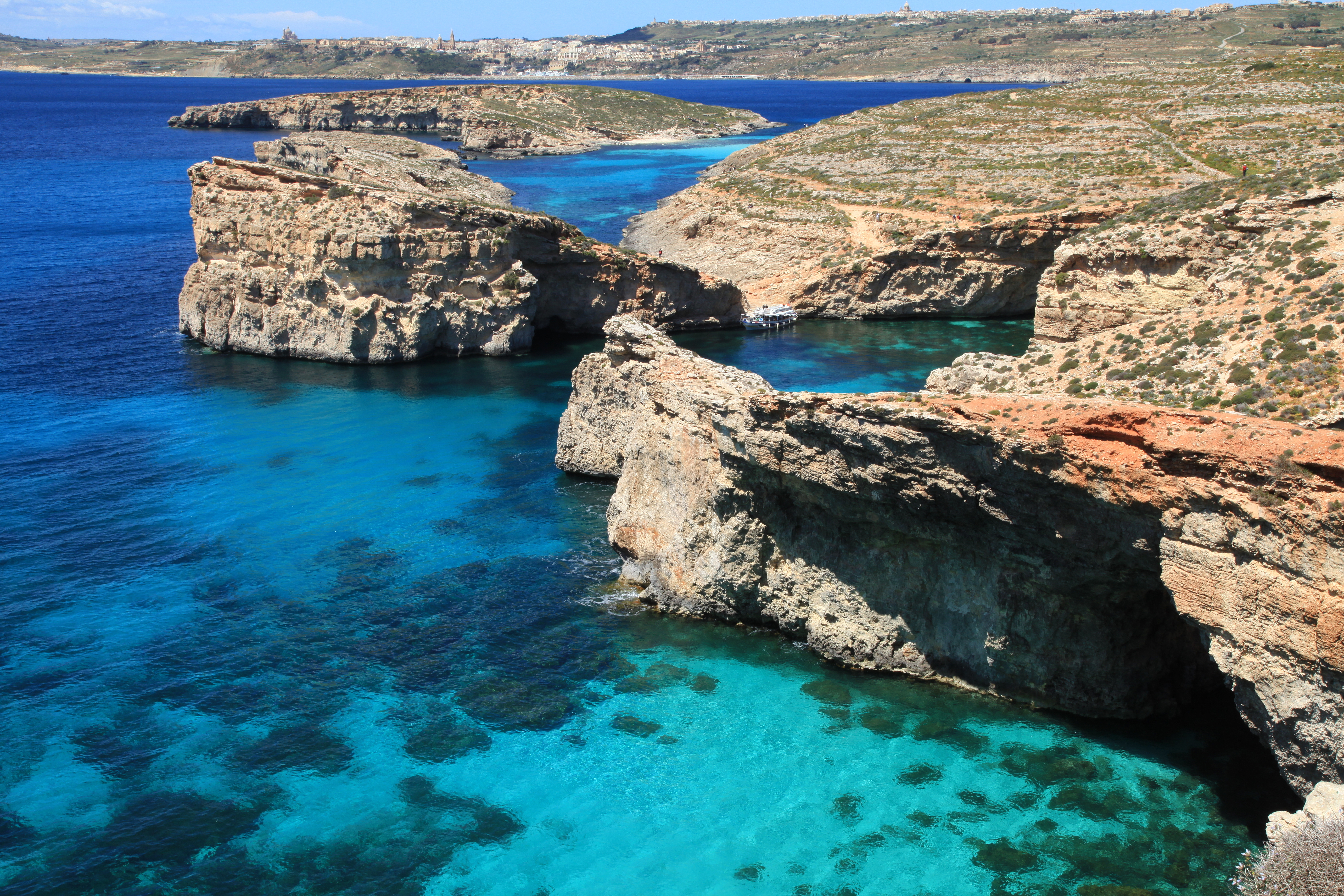
Zachodnie wybrzeże wyspy
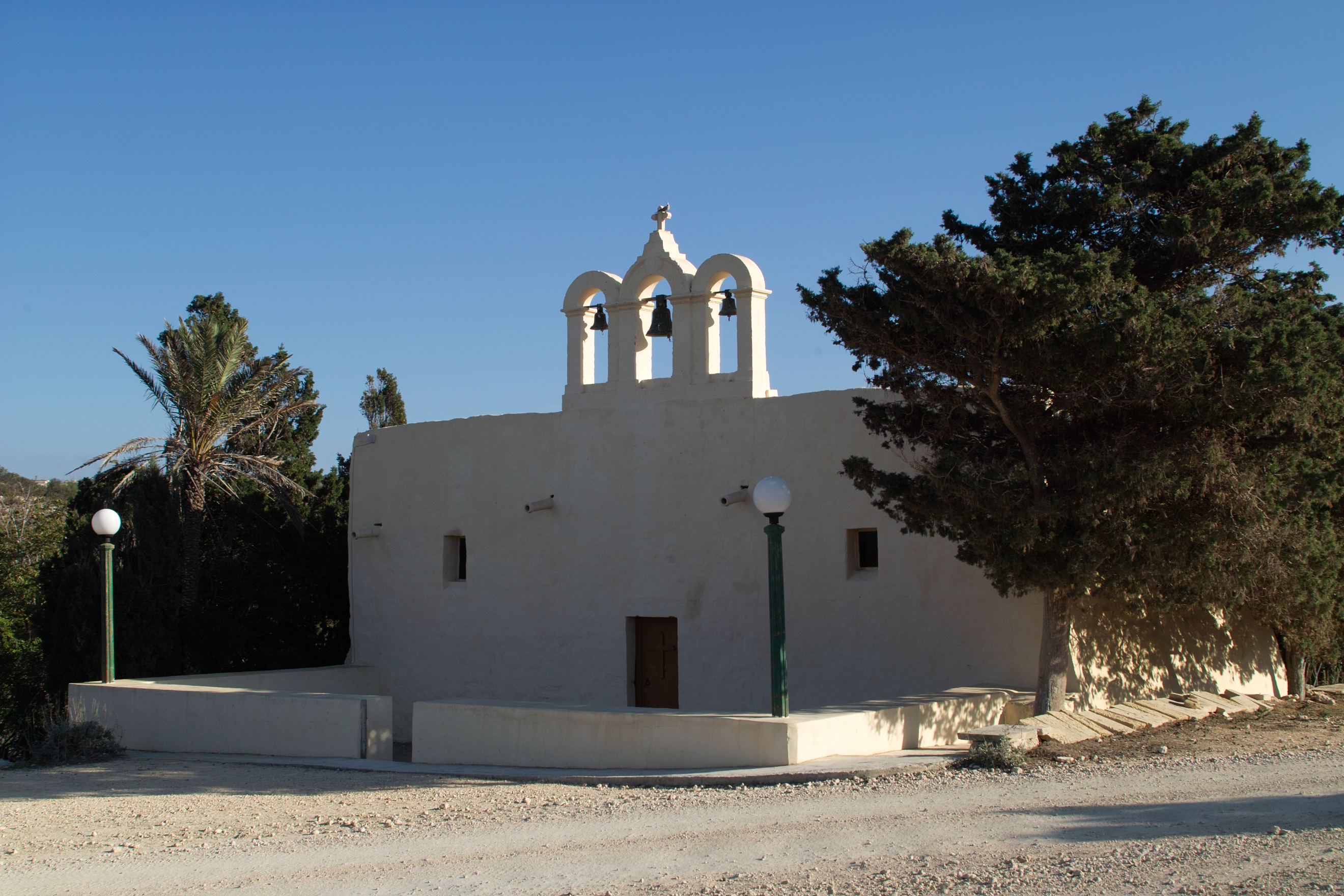
Comino Chapel
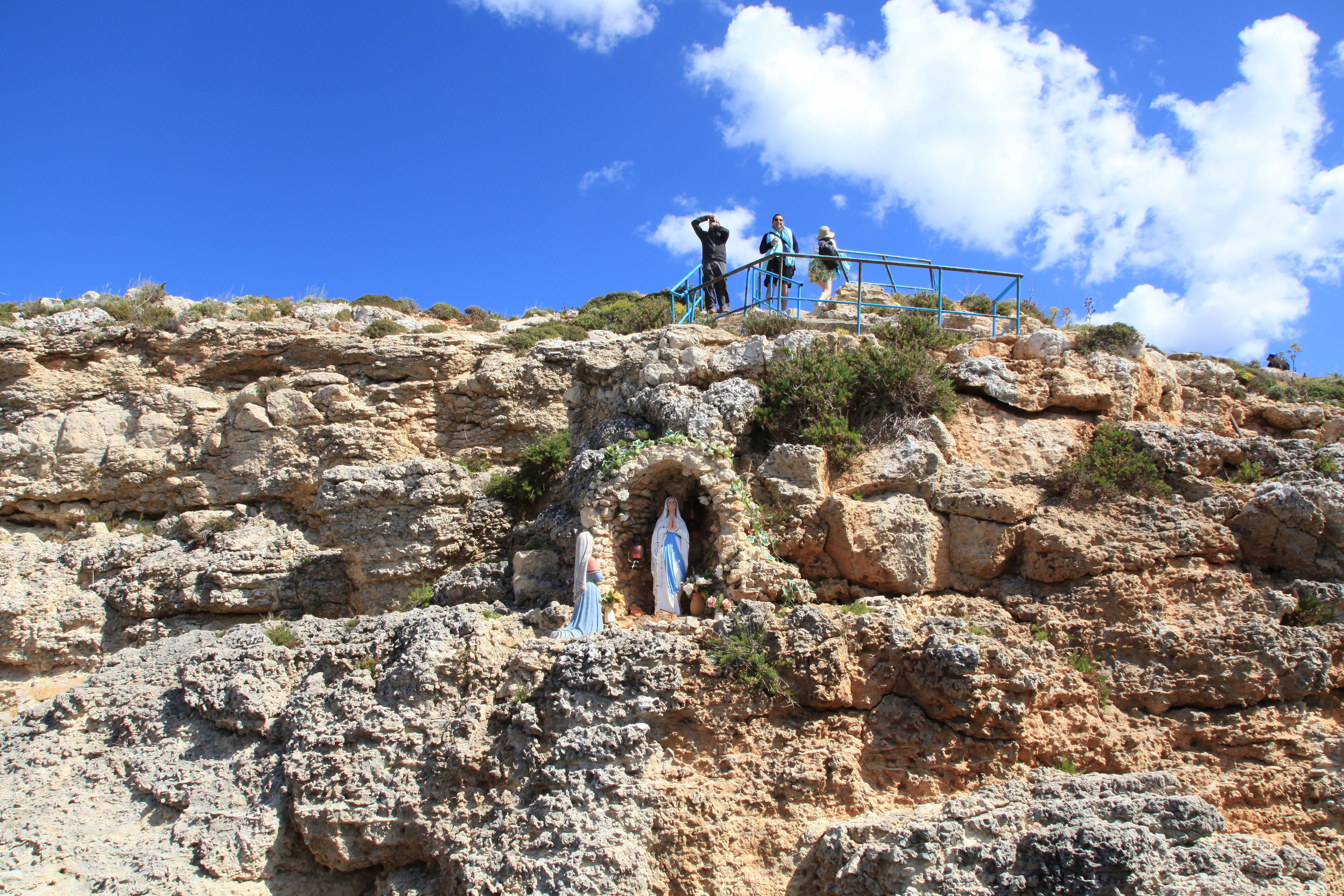
Comino Lourdes Grotto
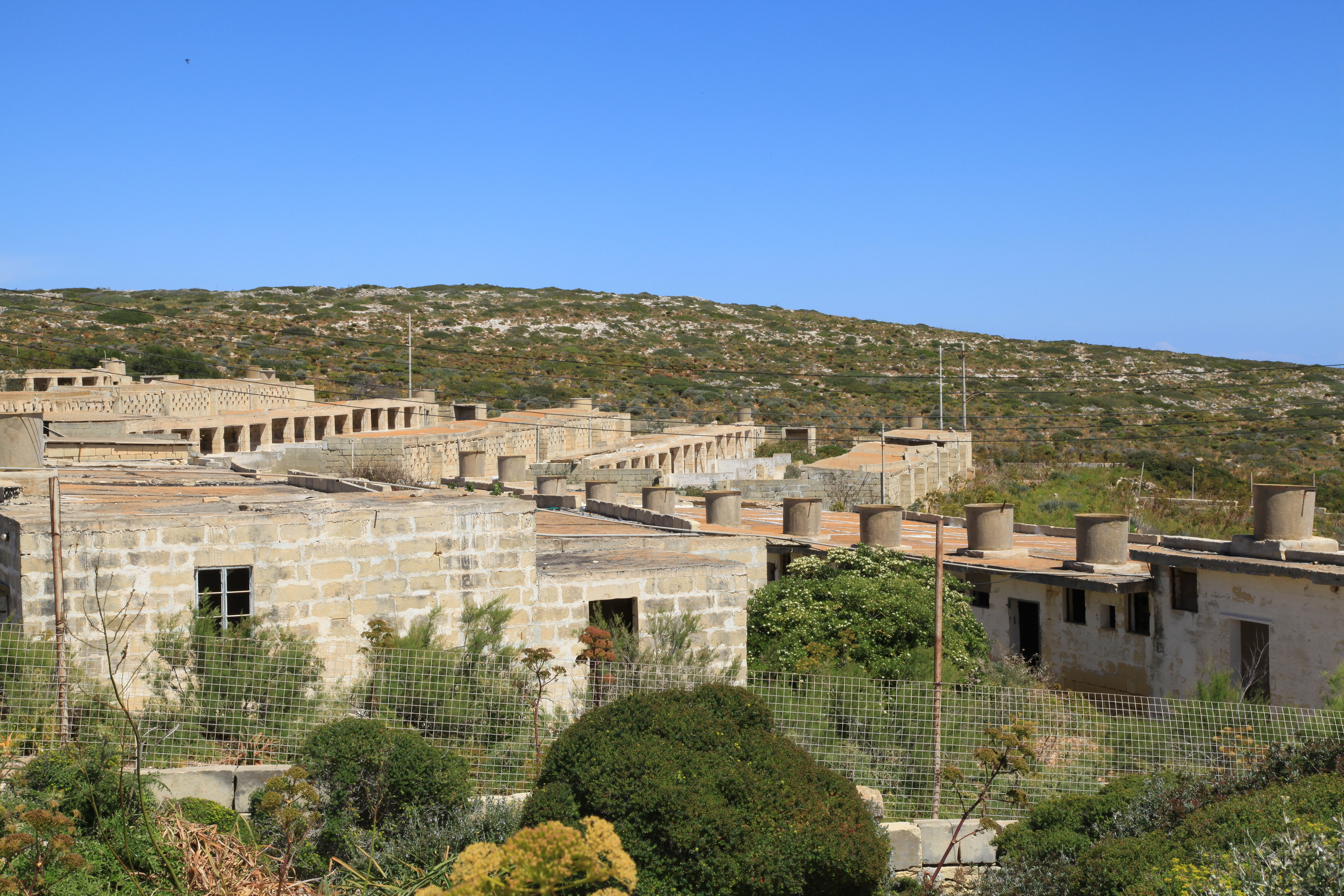
Comino Pig Farm
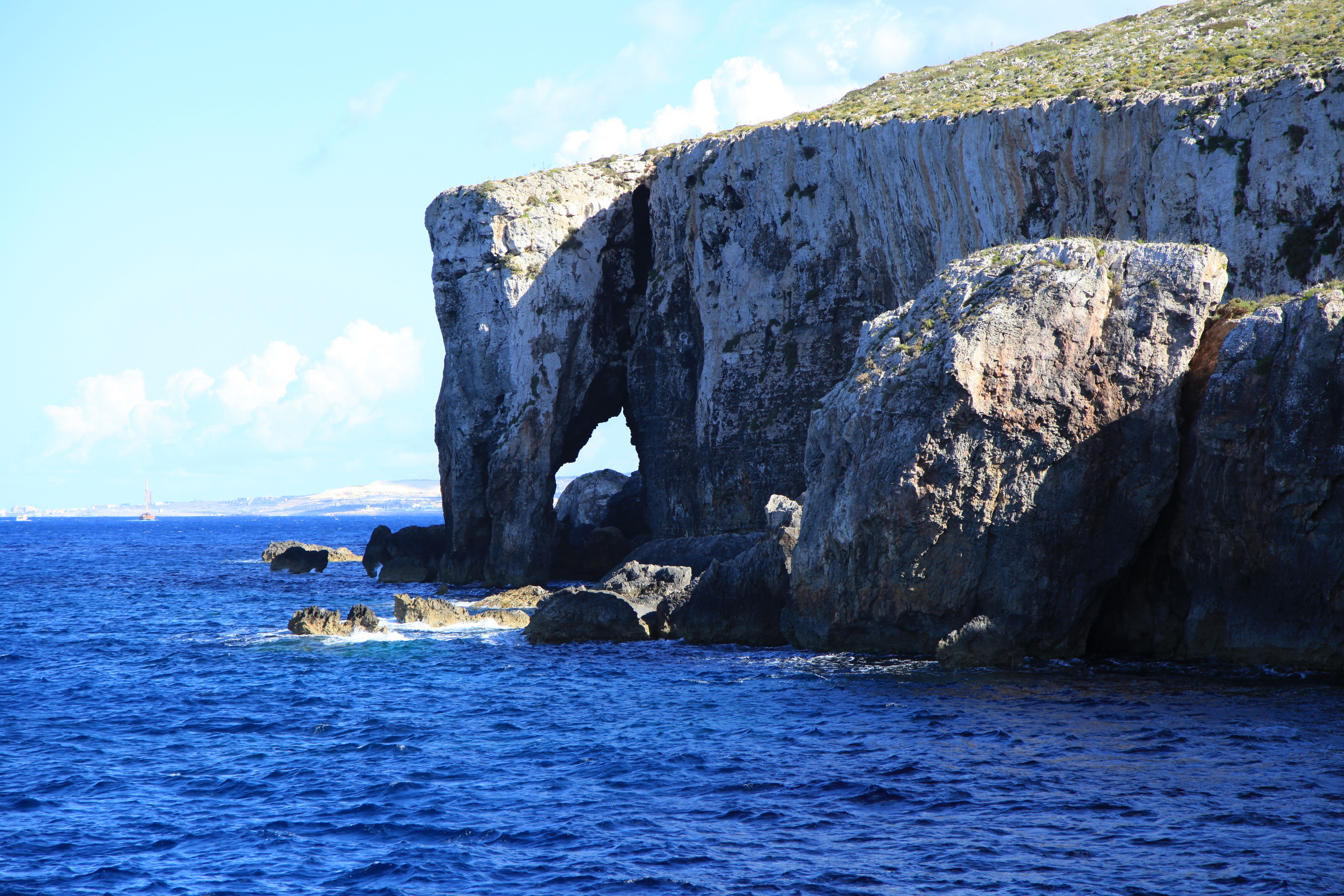
Elephant Head Rock